# Dijon Hockey Club
Dijon Hockey Club je oficiální název francouzského klubu ledního hokeje z Dijonu, který je znám spíše pod přezdívkou Ducs de Dijon („Vévodové z Dijonu“). Založen byl roku 1969 a v letech 2002–2017 hrál Ligue Magnus, nejvyšší národní soutěž. V roce 2018 formálně zanikl kvůli zadlužení, znovu obnovil činnost jako Dijon Metropole Hockey Club v roce 2019 a od té doby hraje pouze nižší, amatérské soutěže. V sezóně 2023/2024 vyhrál Divizi 3 a postoupil do Divize 2, třetí nejvyšší francouzské ligy.
Domácí zápasy hraje na městském stadioně Trimolet. Barvami klubu jsou červená, černá a bílá.